# Jaroslav Rérych
Jaroslav Rérych (11. července 1888 Kropáčova Vrutice – 13. října 1965 Havlíčkův Brod) byl český akademický malíř, grafik, sochař a pedagog.

## Život
Narodil se v Kropáčově Vrutici v rodině účetního Bedřicha Rérycha. Mládí prožil v Mělníku. Po absolvování obecné školy pokračoval ve studiu na reálce v Mladé Boleslavi. Po absolvování reálky pokračoval ve studiu na Českém vysokém učení technickém v Praze, kde studoval u prof. J. Kouly architekturu. Následně složil zkoušku na pražské Malířské akademii, kde navštěvoval atelier prof. M. Pirnera. Po ukončení studia pobýval v letech 1912–1919 v zahraničí. Navštívil zejména Itálii, Švédsko a Rusko a tyto cesty využil zároveň ke studiu. V letech 1919–1920 navštívil Spojené státy a v roce 1921 pobýval ve Francii a Holandsku. Po návratu uspořádal několik výstav a rozhodl se pro dráhu středoškolského pedagoga. Vystudoval profesuru kreslení a deskriptivní geometrie a v roce 1923 nastoupil jako středoškolský profesor v Praze. V roce 1926 byl přeložen na gymnázium do České Třebové, kde setrval pouze do srpna 1927. Od roku 1928 působil na gymnáziu v Hradci Králové. Za okupace byl jako pokrokový učitel předčasně penzionován. V roce 1945 se ke své profesi vrátil a nastoupil do Německého (později) Havlíčkova Brodu na gymnázium. Později byl přeložen z gymnázia na průmyslovou školu stavební, kde setrval až do odchodu do důchodu (1957).
Jaroslav Rérych se zabýval krajinomalbou, portrétní tvorbou, grafikou a také plastikou. Namaloval krom mnoha obrazů krajin i portréty, např. J. S. Machara a A. Sovy. Vytvořil plastiku B. Němcové, K. H. Borovského a několik soch pro zámek v Polné. Vystavoval svá díla v Hořicích, Táboře, Brně, České Třebové a několikrát i v Praze. V roce 1922 měl výstavu svých děl v Městském průmyslovém muzeu (dnes Muzeu východních Čech) v Hradci Králové. Jaroslav Rérych byl činný i literárně, napsal několik divadelních a rozhlasových her a v rukopise zanechal rozsáhlé Vzpomínky.